# Bulbophyllum zaratananae
Bulbophyllum zaratananae là một loài phong lan thuộc chi Bulbophyllum.